# La Estación (Otero de Herreros)
La Estación es una localidad española perteneciente al municipio de Otero de Herreros, en la provincia de Segovia, comunidad autónoma de Castilla y León.
En 2024 contaba con 38 habitantes.

## Geografía

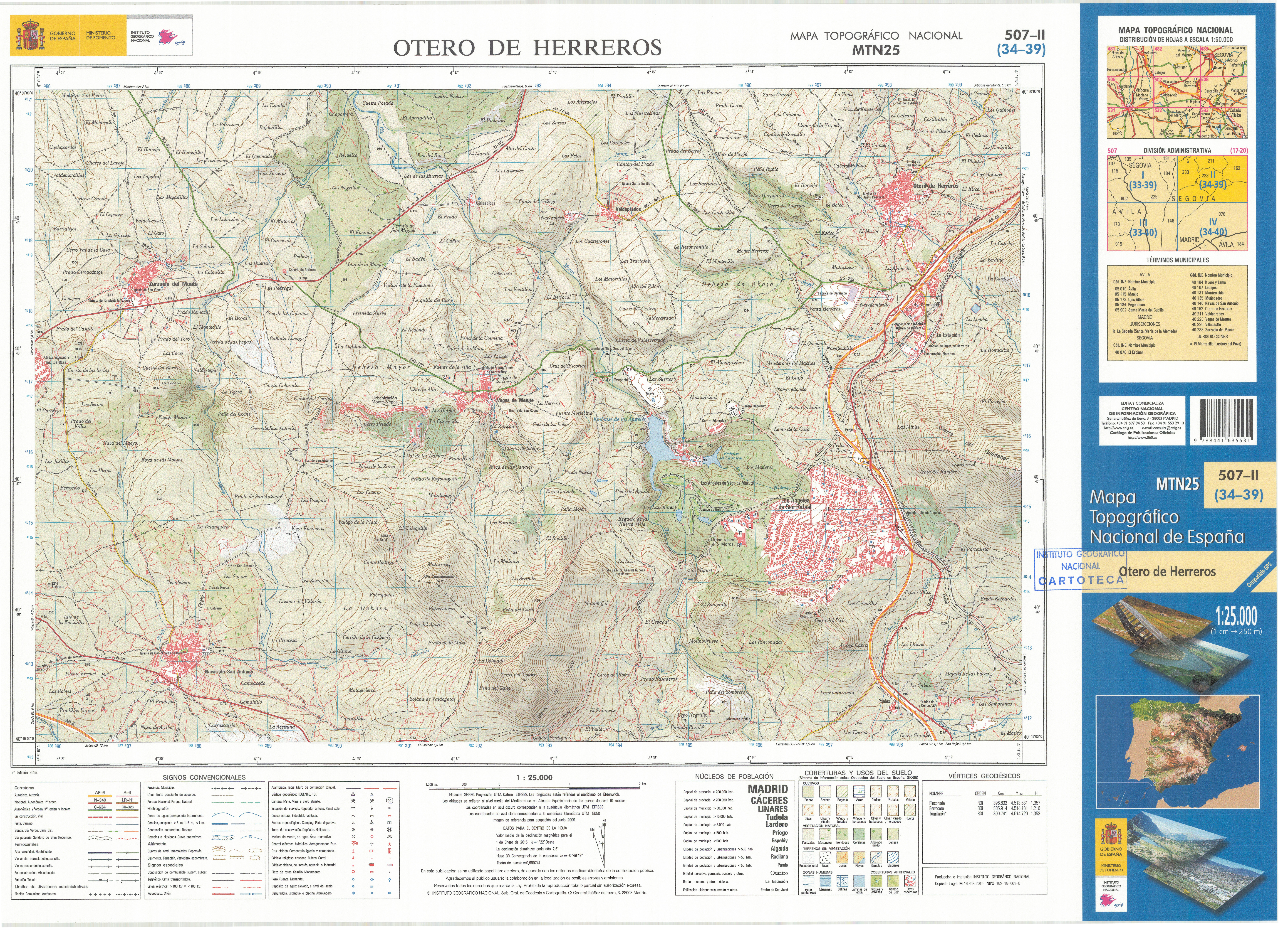
Fragmento 0507c2 del Mapa Topográfico Nacional de España de 2015 en el que se representa a La Estación

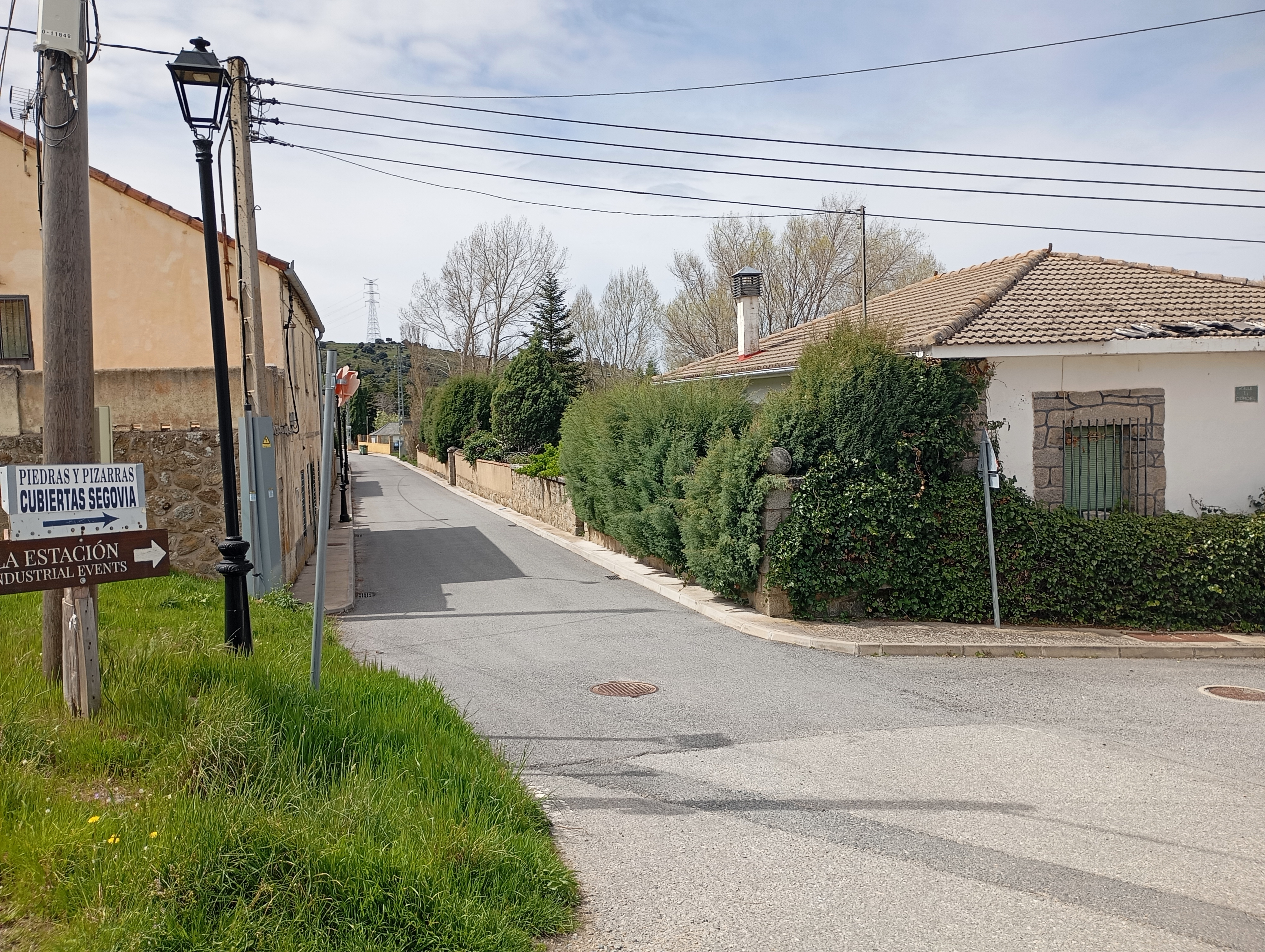
Vista de una de las calles del arrabal

Sita al pie de la La Mujer Muerta, alineación montañosa perteneciente Sierra de Guadarrama,  la localidad, a 16 km de Segovia capital, es accesible mediante un vial de 0,4 km con su origen en la carretera SG-V-7220, esta permite la conexión con la Urbanización Canalejas y la Urbanización El Castejón, físicamente unidas a La Estación, y con Otero de Herreros, capital municipal a 0,6 km, atravesando la Autopista AP-61 por dos pasarelas peatonales y la carretera N-603 en un paso de peatones.
La población se encuentra a pocos metros del río Herreros, afluente del Milanillos, fruto de la unión, en las proximidades del barrio, de los arroyos de la Cardosa y de Casamina.
El pueblo conforma el municipio de Otero de Herreros junto con la capital municipal y los núcleos de la Urbanización Canalejas y la Urbanización El Castejón.

## Historia

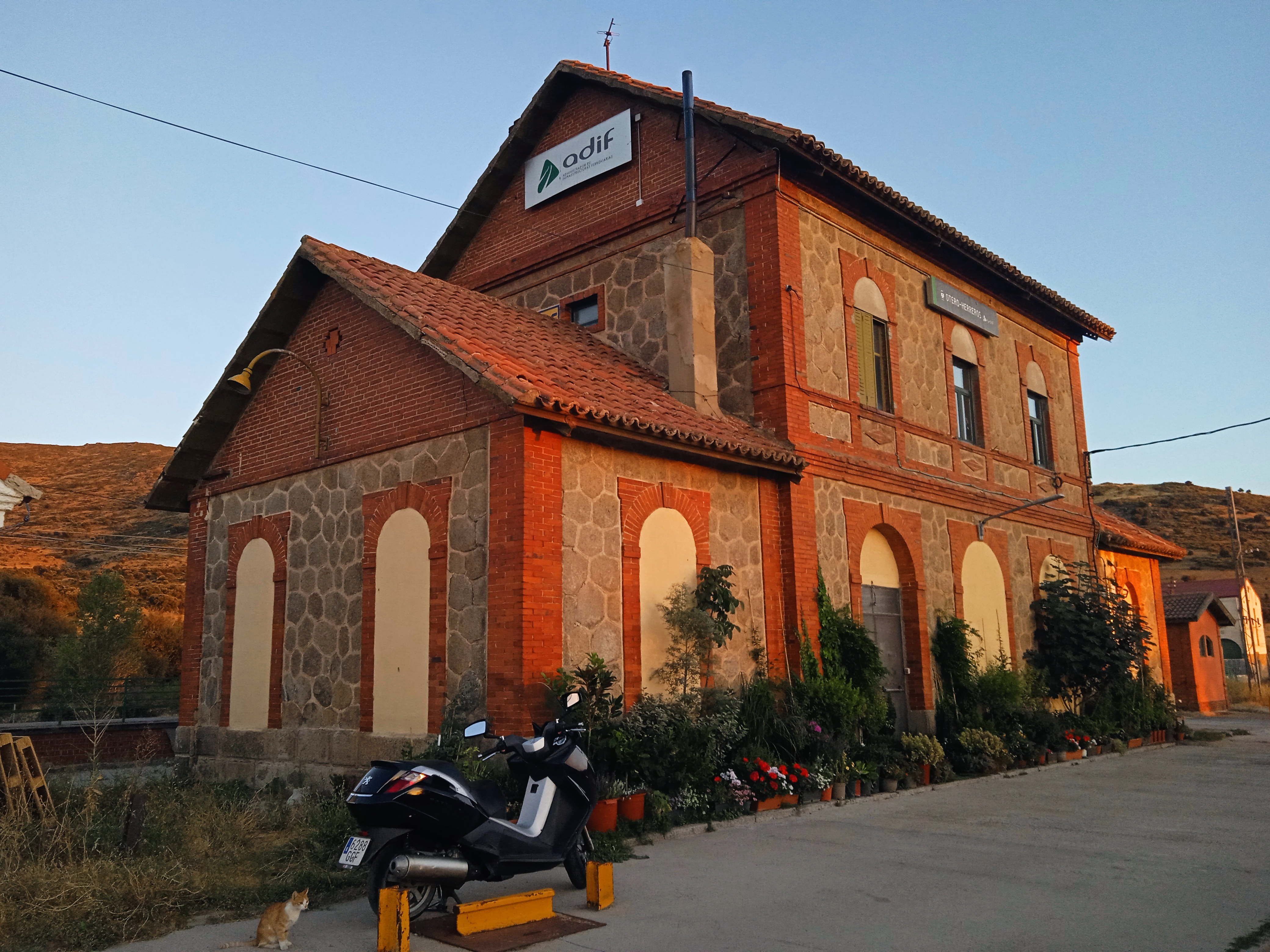
Estación de Otero-Herreros, centro neurálgico de la localidad

El barrio se asienta sobre antiguos terrenos de la Comunidad de ciudad y tierra de Segovia, aprovechamientos colectivos de origen medieval que tras las desamortizaciones quedaron yermos por varias décadas hasta 1888, momento en el que es puesta en funcionamiento la Línea Villalba-Segovia. A la par de la inauguración de esta vía férrea se creó la estación de Otero-Herreros, terminal a día de hoy en activo que supone la razón de ser de la localidad, desarrollando viviendas y complejos industriales a su vera.
Inicialmente lejos de la capital municipal sita al norte, la natural expansión de Otero hacia las vías de comunicación situadas en el sur entre las dos poblaciones y la creación de la Urbanización Canalejas y la Urbanización El Castejón a finales del siglo XX entre ambos núcleos, está dando como resultado un proceso de unión entre todas las áreas residenciales.

## Demografía

### Evolución de la población
| Gráfica de evolución demográfica de La Estación de Otero de Herreros entre 2000 y 2024                                      |
| |
| Población residente (2000-2023) según los censos de población del INE. Población según el padrón municipal de 2024 del INE. |

## Cultura

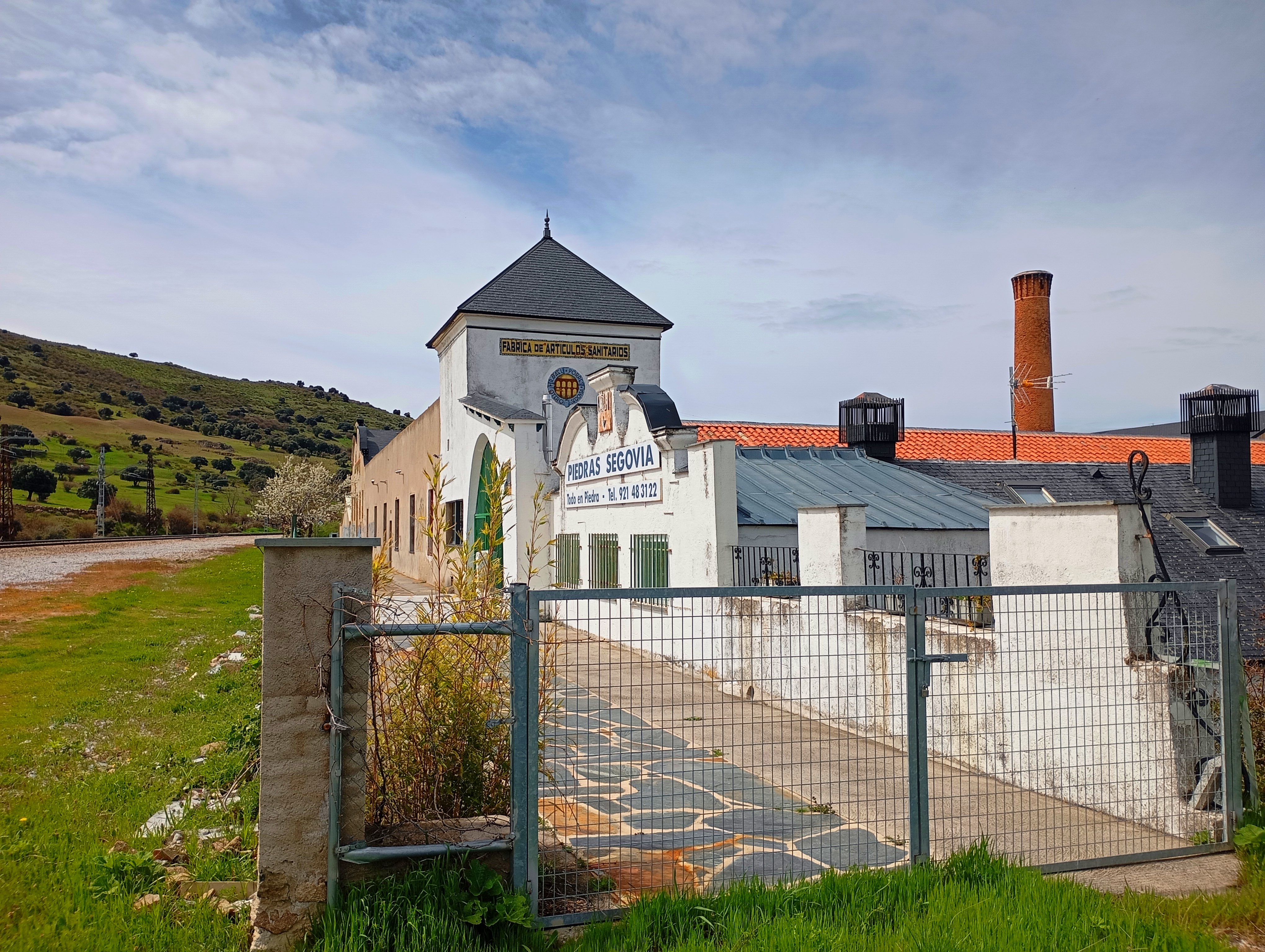
Vista de la exterior de la fábrica histórica de La Estación

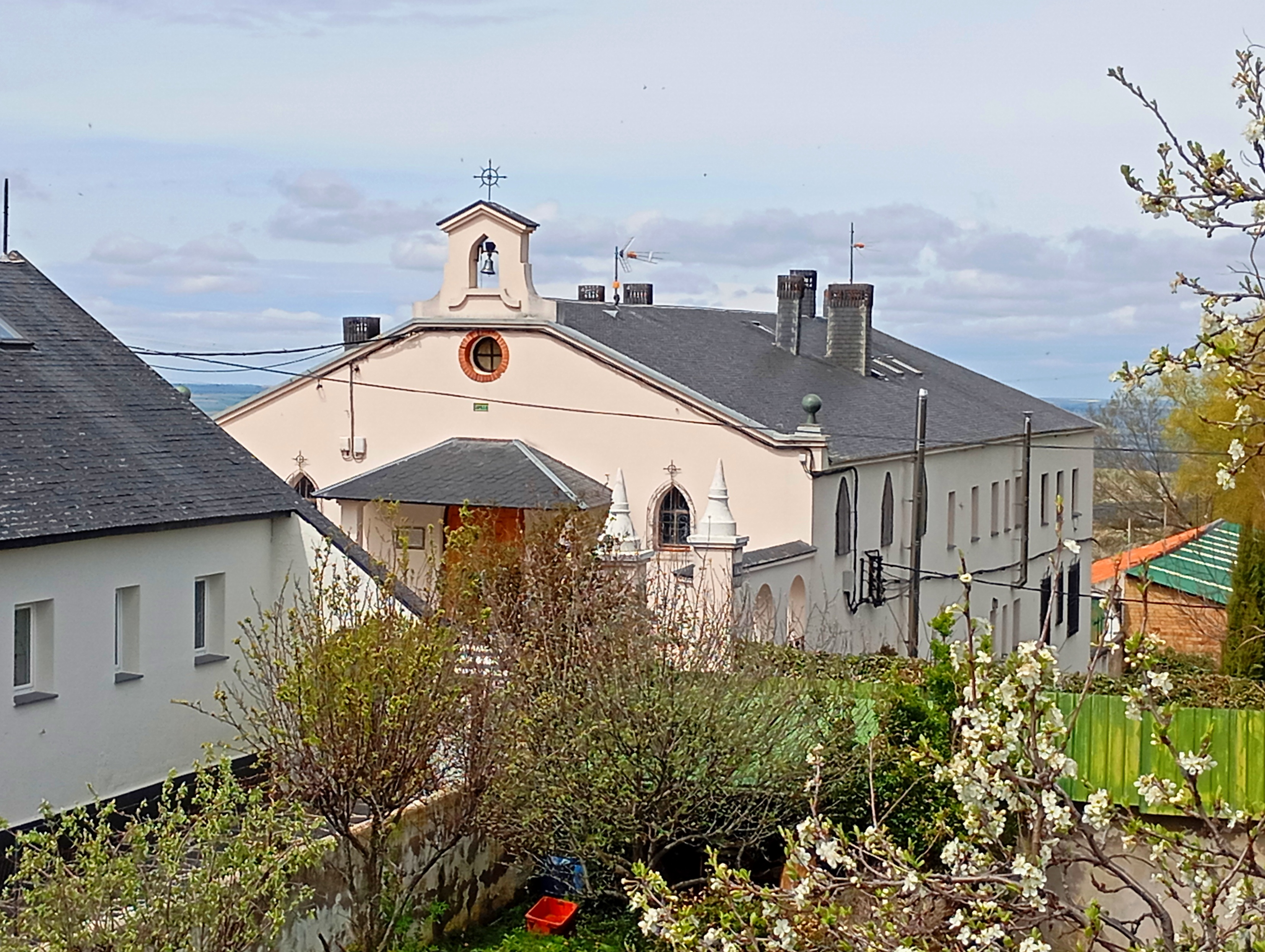
Capilla de Santiago Apóstol

### Patrimonio
- Antigua fábrica de loza para usos sanitarios, cuenta con varias naves, una chimenea de ladrillo, un patio exterior y uno interior. En la actualidad sus instalaciones se han reconvertido en un lugar de eventos y una empresa de piedras.[3][4][5]
- Ermita de Santiago Apóstol, inaugurada el 25 de julio de 1940 tras ser edificada a iniciativa privada de Rafael Porres Gonzalez, propietario de la fábrica anterior.[2][6]
- Estación ferroviaria de Otero-Herreros, con su origen en 1888, se trata de una inconfundible edificación de ladrillo, escenario en varias escenas de películas, series o anuncios.

- Cañada Real Soriana Occidental, vía pecuaria de origen medieval más conocida en el entorno como Cañada de la Vera de la Sierra.

- Cordel de la Campanilla, vía pecuaria también de origen medieval.

- Casa de verano del ministro José Canalejas, con su edificación reconvertida en un hotel y su finca aneja en la Urbanización Canalejas.

### Fiestas
- Santiago Apóstol, el 25 de julio, cuenta con una banda de música y una misa más procesión con la imagen de este patrón, además de actividades culturales y deportivas.[2][7][6][8][9]